# پائول ارمان
 پائول ارمان (انگلیسی: Paul Erman؛ زاده ۲۹ فوریهٔ ۱۷۶۴ – درگذشته ۱۱ اکتبر ۱۸۵۱) یک فیزیک‌دان اهل آلمان بود.